# Кинески полукурзив
Кинески полукурзив (упрош: 行书; трад: 行書; пин: xíngshū) је делимично рукописни стил кинеске калиграфије. Са пореклом од чиновничког писма, био је дуго времена након развоја у првим вековима нове ере уобичајени стил рукописа.
Стил је развијен у време династије Хан (206. године п. н. е. – 220. године) и доживео је зрелост у периодима Веи и Ђин за време Јужних и Северних династија (220. г.–589. г.).
Неки од најбољих примера xíngshū калиграфије могу се наћи у раду Ванг Сјижи (321-379) из источне диинастије Ђин.